# Tropicus arawak
Tropicus arawak là một loài bọ cánh cứng trong họ Heteroceridae. Loài này được Bameul miêu tả khoa học đầu tiên năm 1995.